# 오미드 압타히

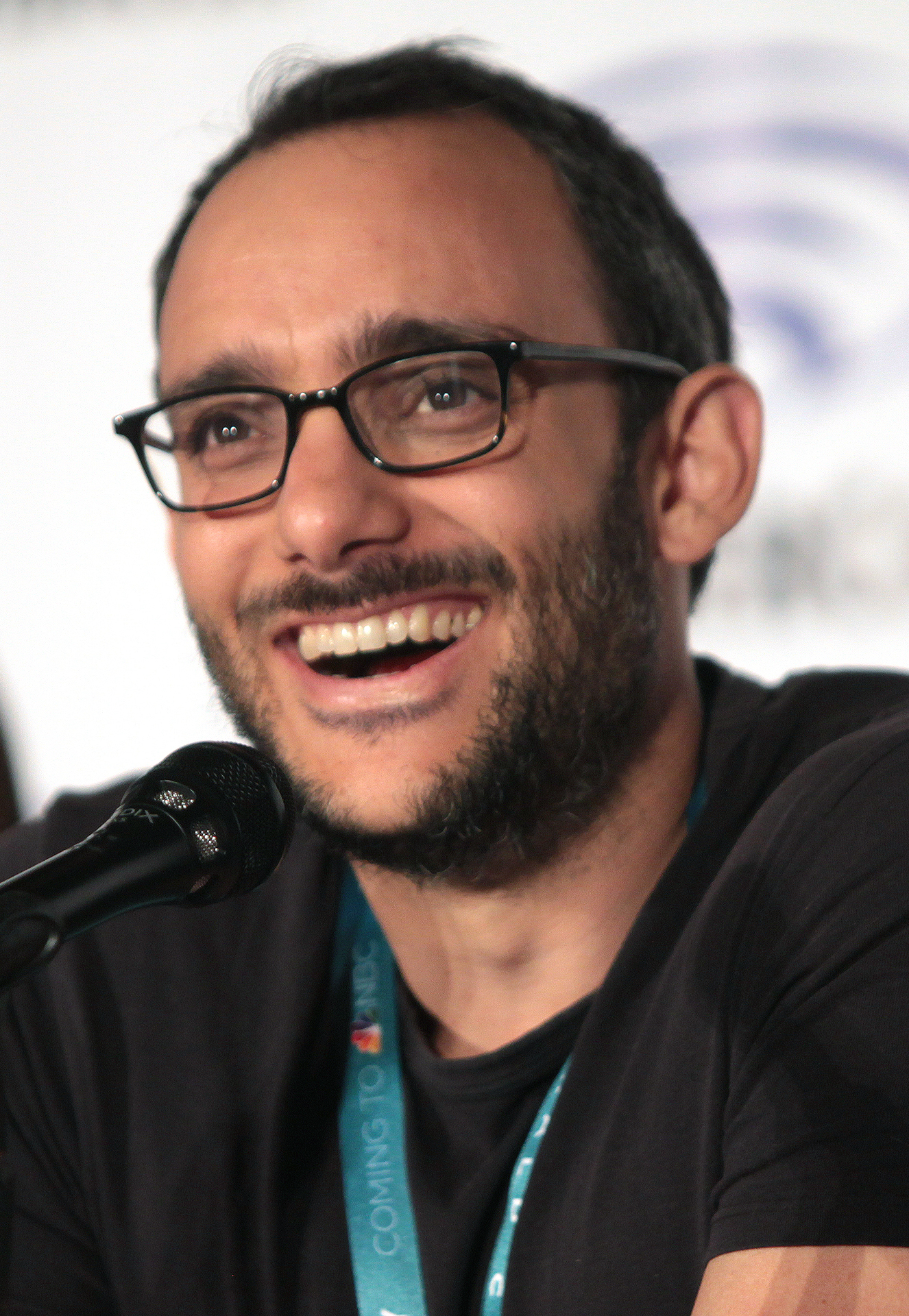

오미드 압타히(Omid Abtahi, 1979년 7월 12일 ~ )는 미국의 연극 배우, 영화배우, 텔레비전 배우이다.
테헤란에서 태어났다.

## 방송
- 데미안
- 베터 콜 사울
- 도즈 후 킬
- 라스트 리조트
- 홈랜드 시즌1

## 영화
- 골리앗 22 (2018년) - 오마르 역
- 윈도 호스 (2016년)
- 데미안 (2016년)
- 헝거게임 : 더 파이널 (2015년) - 홈즈 역
- 보이즈 오브 아부 그라이브 (2013년) - 가지 하몬드 역
- 라스트 리조트 (2012년)
- 아르고 (2012년)
- 더 이벤트 (2010년) - 윌리엄 역
- 스페이스 침스 - 자톡의 역습 3D (2010년) - 닥터 자구/ 기자 2 목소리 역
- NCIS 시즌7 (2009년) - 살림 울만 역
- 디플로머시 (2009년)
- 플래시포워드 (2009년)
- 브라더스 (2009년) - 유스프 역
- 피츠버그의 미스터리 (2008년)
- 마지막 자장가 (2008년)
- 스페이스 침스 (2008년)
- 러닝 위드 씨저스 (2006년)
- 오버 데어 (2005년)
- 고스트 위스퍼러 시즌1 (2005년)
- 슬리퍼 셀 (2005년)